# Copris tripartitus
Copris tripartitus är en skalbaggsart som beskrevs av Waterhouse 1875. Copris tripartitus ingår i släktet Copris och familjen bladhorningar. Inga underarter finns listade i Catalogue of Life.